# 小行星5646
小行星5646（英語：5646）是一颗围绕太阳公转的小行星。1990年10月11日，上田清二、金田宏在钏路市发现了此天体。
这颗小行星的绝对星等为335.7059269180992等。